# عدب (حورة)
عدب هي إحدى قرى عزلة حورة بمديرية حورة التابعة لمحافظة حضرموت، بلغ تعداد سكانها 551 نسمة حسب تعداد اليمن لعام 2004.